# Фрідріх Шюрер
Фрідріх Шюрер (нім. Friedrich Schürer; 19 червня 1881, Гіссен — 27 жовтня 1948, Ганновер) — німецький інженер, конструктор підводних човнів, керівний чиновник ВМС, міністерський директор. Кавалер Лицарського хреста Хреста Воєнних заслуг з мечами.

## Біографія
В 1904 році закінчив Вище технічне училище в Шарлоттенбурзі. В 1904/05 пройшов дійсну службу у 82-му (2-му Кургессенському) піхотному полку, потім пройшов підготовку офіцера запасу. 2 липня 1906 року вступив в конструкторський відділу військово-морських верфей Вільгельмсгафена. З 1 жовтня 1912 року — інструктор кораблебудування у військово-морському училищі в Фленсбурзі-Мюрвіку. В серпні 1914 року повернувся у Вільгельмсгафен. З 1 листопада 1914 року — радник із конструювання нових моделей в інспекції підводного флоту. Під час Першої світової війни брав участь у розробці підводних човнів. З 1 жовтня 1919 року — радник торпедно-мінної інспекції. 24 жовтня 1920 року пішов з військової служби і 1 лютого 1921 року вийшов у відставку. Працював у кораблебудівних фірмах. 16 червня 1927 року вступив як вільнонайманий співробітник у Морське керівництво. 1 червня 1935 року офіційно прийнятий на службу і призначений радником Кораблебудівного відділу ОКМ. З 1 квітня 1939 року — генеральний радник кораблебудівного відділу Управління кораблебудування ОКМ, 15 жовтня 1939 року очолив Відділ конструювання та експлуатації підводних човнів (K I U), один із головних організаторів будівництва підводного флоту Німеччини. 11 січня 1944 року очолив Відділ кораблебудування (K I) Головного управління кораблебудування, проте вже 1 листопада 1944 року залишив посаду, а 14 грудня вийшов у відставку.

## Звання
- Морський будівельний керівник (2 липня 1906)
- Лейтенант резерву (19 грудня 1907)
- Морський будівельний радник (28 квітня 1917)
- Морський старший будівельний радник (1 червня 1935)
- Міністерський радник (1 червня 1938)
- Міністерський диригент (1 вересня 1941)
- Міністерський директор (4 лютого 1944)

## Нагороди
- Залізний хрест 2-го класу для некомбатантів (22 грудня 1916)
- Гесенський воєнний почесний знак (30 жовтня 1917)
- Військовий Хрест Фрідріха-Августа (Ольденбург) 2-го класу (16 листопада 1917)
- Почесний хрест ветерана війни (21 грудня 1934)
- Орден «Святий Олександр», офіцерський хрест (Третє Болгарське царство; 19 вересня 1936)
- Медаль «За вислугу років у Вермахті» 4-го, 3-го, 2-го і 1-го ступеня (25 років; 2 жовтня 1936) — отримав 4 нагороди одночасно.
- Хрест Воєнних заслуг
  - 2-го класу з мечами (30 січня 1941)
  - 1-го класу з мечами (1 вересня 1941)
- Почесний доктор технічних наук Данцигського вищого технічного училища (11 липня 1941)
- Лицарський хрест Хреста Воєнних заслуг з мечами (24 липня 1944)

## Вшанування пам'яті
6 квітня 1966 року на честь Шюрера був названий підводний човен бундесмаріне типу 202.